# Giovanni Paolo Pannini

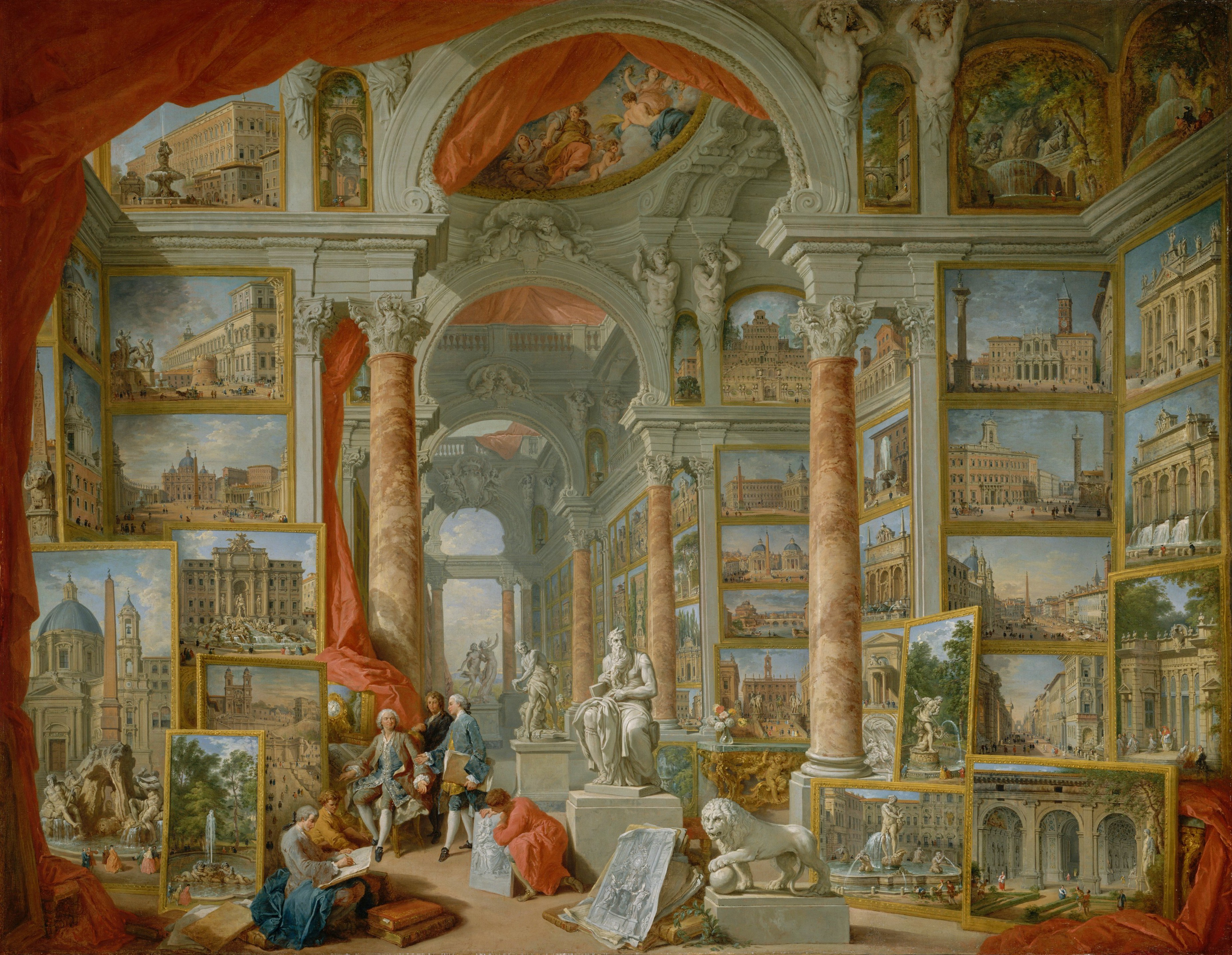
Galerij met vedute op Rome door Pannini (1758)

Giovanni Paolo Pannini (Piacenza, 17 juni 1691 — Rome, 21 oktober 1765) was een Italiaans kunstschilder en architect. Tot zijn beroemde werken behoort het interieur van het Pantheon. 
Als jongeman werd Pannini in Piacenza opgeleid tot podiumontwerper. Hij verhuisde in 1711 naar Rome waar hij in de leer ging bij Benedetto Luti. Hij werd beroemd als paleisdecorateur. In beroemde gebouwen Villa Patrizi (1718-1725) en Palazzo de Carolis (1720) verzorgde hij de decoraties. 
Als schilder is Pannini het meest bekend door zijn stadsgezichten van Rome, zogeheten vedute. Hij had een bijzonder interesse voor de Romeinse oudheden. Hierbij volgde hij de traditie van de in hoofdzaak niet-Italiaanse schilders (de zg. paesaggisti en de vedute-schilders) die, vanaf de zestiende eeuw, antiek Rome weergaven in reële of imaginaire composities. Pannini had groot succes en kreeg ontelbare navolgers. Veel van Pannini's schilderijen werden gereproduceerd in etsen, waarvan vele op groot formaat. Hij werd hierin ook geholpen door zijn zoon Francesco, die de leiding had van zijn vaders studio. Zijn leerling Hubert Robert deed het ruïnemotief in Frankrijk ingang vinden. Met enkele religieuze schilderijen en kerkinterieurs had Pannini minder succes. 
In 1719 werd Panini toegelaten tot de Congregazione dei Virtuosi al Pantheon. Hij doceerde later in Rome aan de Accademia di San Luca en de Academie de France, waar hij de beroemde Franse schilder, tekenaar en etser Jean-Honoré Fragonard inspireerde.

## Galerij

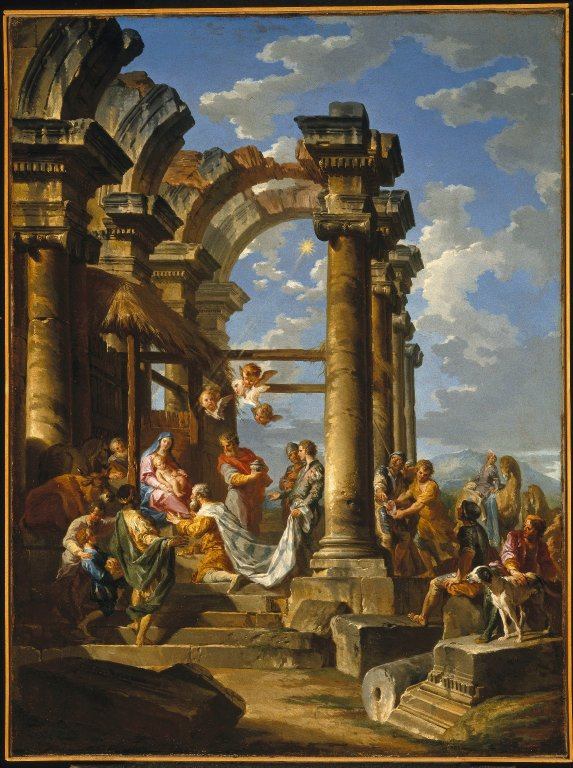
Aanbidding door de Wijzen (1753 - 1757)
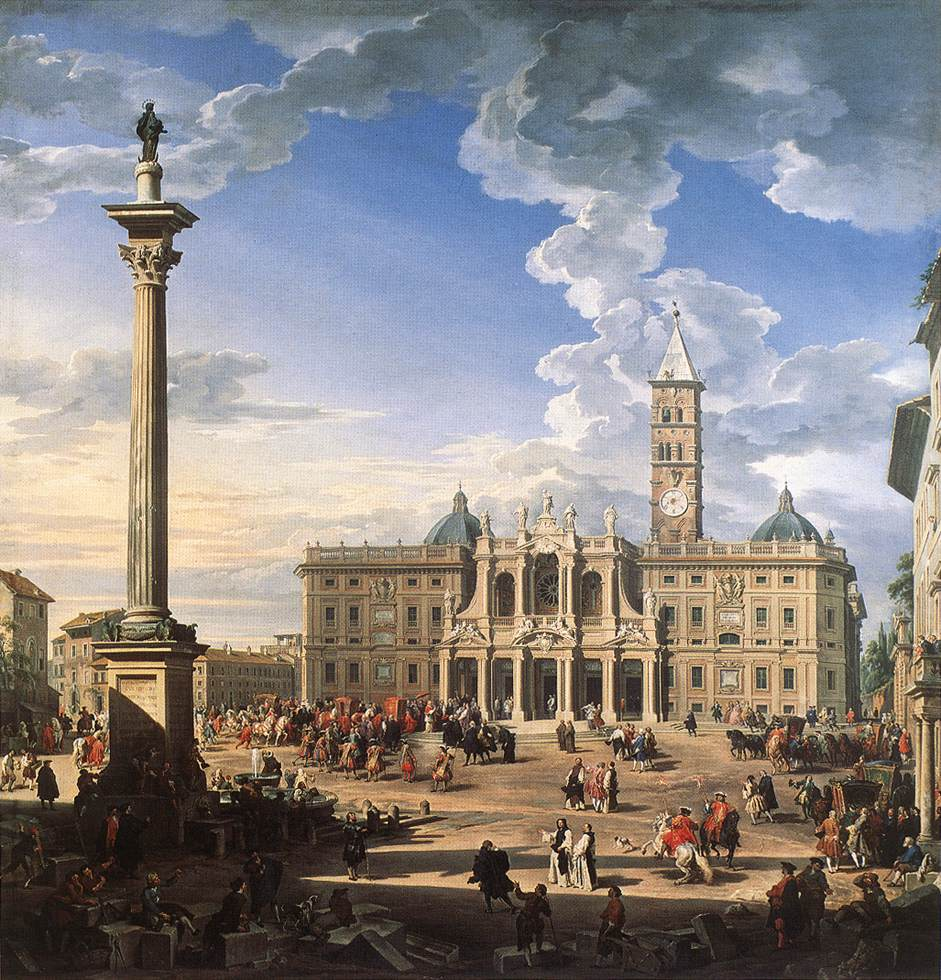
Rome, de Piazza en kerk van Santa Maria Maggiore (1744)
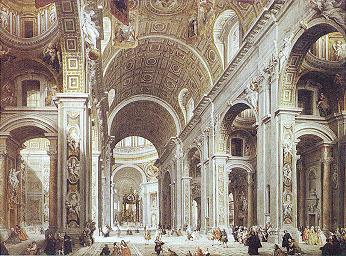
Saint Peter's Basilica
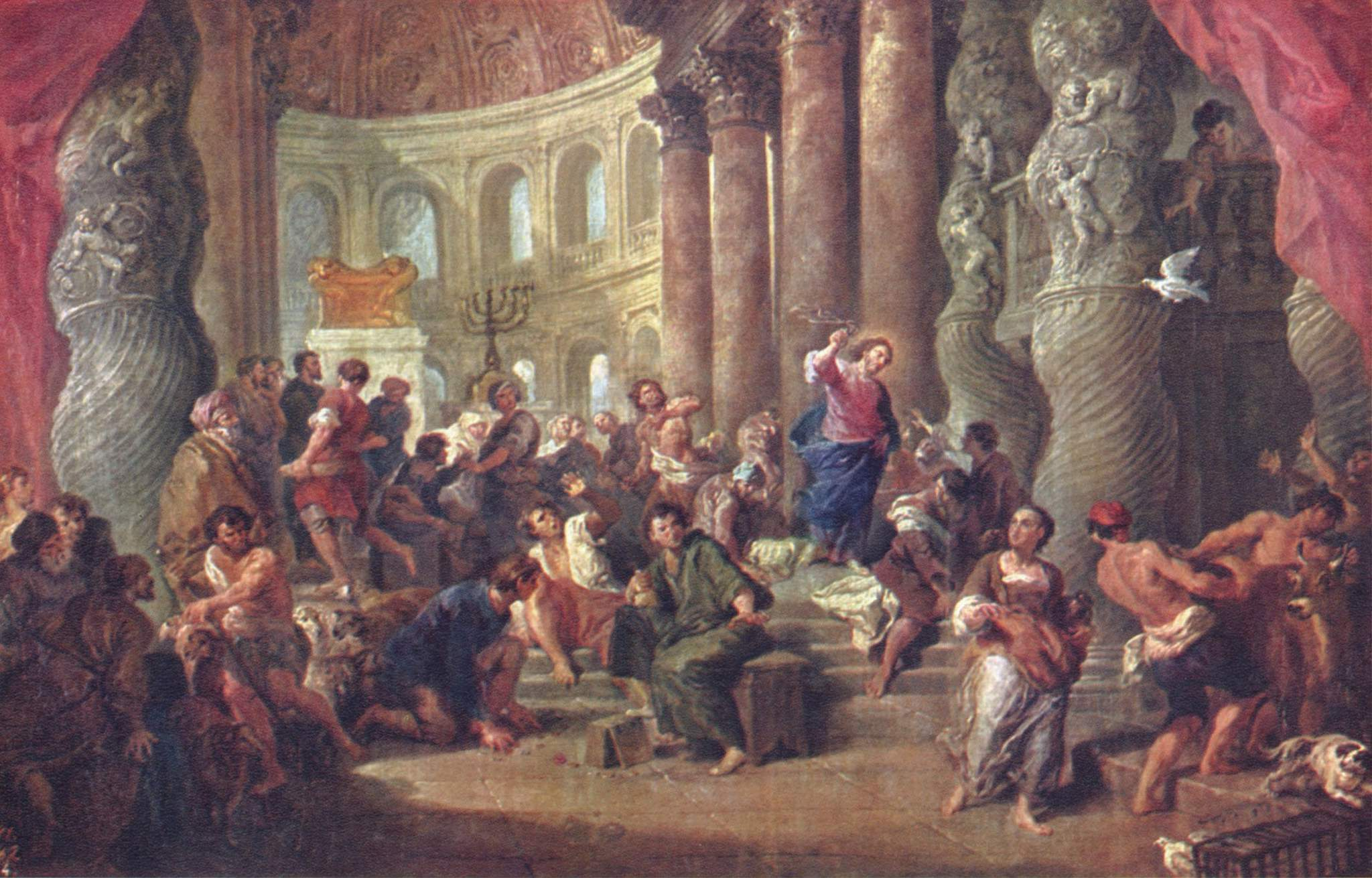
Jezus verdrijft de handelaren uit de tempel (ca.1750)

- Biblioteca Nacional de España: XX4578531
- Bibliothèque nationale de France: cb149784013 (data)
- Gemeinsame Normdatei: 119117851
- International Standard Name Identifier: 0000 0001 2331 1299
- KulturNav: c27985f6-2f54-4f58-850d-a521ddc5f4c1
- Library of Congress Control Number: n87901560
- MusicBrainz: 091f9699-4dae-44e4-867c-e32819a0ffed
- National Gallery of Victoria: 3966
- Nationale bibliotheek van Australië: 35722519
- Nationale Bibliotheek van Israël: 987009441066405171
- Nationale Bibliotheek van Polen: a0000003663617
- Nederlandse Thesaurus van Auteursnamen: 112341152
- RKD-Nederlands Instituut voor Kunstgeschiedenis: 61709
- Istituto Centrale per il Catalogo Unico: UBOV038986
- SNAC: w6rn37hz
- Système universitaire de documentation: 029138965
- Museum of New Zealand Te Papa Tongarewa: 1768
- Trove: 1058392
- Union List of Artist Names: 500018296
- Virtual International Authority File: 95793281
- WorldCat: E39PBJjCPJH4KGrC6TrDM4gqcP